# Liga tegen Granvelle
De Liga tegen Granvelle, ook wel de Liga der Groten (Frans: Ligue des Grands), was een verbond onder hoge edelen van de Zeventien Provinciën, dat zich vanaf 1561 verzette tegen kardinaal Granvelle, bisschop van Atrecht, die de inquisitie (vervolging van de protestanten) invoerde in Vlaanderen. De kern werd gevormd door het driemanschap Egmont, Oranje en Horne (ook wel Driemanschap ter verdediging van de vrijheden, waar zich later Bergen, Montigny, Megen, Mansfeld, Hoogstraten, Ligne en Hachicourt bij aansloten. Alle tien Ligueurs waren Vliesridders en bijna allen waren stadhouders. Hoge edelen die zich tegen de Liga keerden en dus (min of meer) Granvelle steunden, waren onder meer Aarschot, Renty, Berlaymont en Arenberg.

## Verloop
Granvelle werd op 26 februari 1561 tot kardinaal benoemd. Hij kon in Brussel een machtige positie opbouwen vanwege het grote vertrouwen dat koning Filips II in hem stelde. Behalve de door hem ingestelde inquisitie, die de protestantse minderheid oproerig maakte en de edelen in een moeilijke positie bracht, was ook zijn aantasting van de adellijke privileges de hoge heren een doorn in het oog. De twee belangrijkste edelen Egmont en Oranje schreven op 23 juli een eerste protestbrief aan Filips II. Deze werd echter van de hand gewezen en Granvelle werd 28 november bovendien benoemd tot aartsbisschop van Mechelen. In maart 1562 kwamen de hoge edelen samen in Maastricht om te overleggen over de situatie. Ze stelden Montigny aan als afgevaardigde van de Nederlanden om hun grieven aan de koning voor te leggen. Op 15 juli werd Montigny door Filips II ontvangen op het Spaanse hof. Toen dat ook niet hielp, vroegen Oranje, Egmont en Horne op 11 maart 1563 per brief aan Filips II om het ontslag van Granvelle. Die antwoordde op 6 juni geen reden te zien om iets te wijzigen aan zijn bestuur. Op 29 juli stuurde het driemanschap opnieuw een protestbrief aan de koning. Egmont dreigde zelfs met opstappen als Granvelle niet zou vertrekken. Op 13 maart 1564 vertrok Granvelle uiteindelijk, tot grote blijdschap van de Liga. Deze werd echter niet meteen ontbonden, ook al was haar doel bereikt.

## Symboliek van de omgekeerde wereld
Om te protesteren tegen hun buitensluiting uit de machtscenakels, namen de ligaleden de symboliek van de buitenstaander aan. Tijdens een feestmaal in december 1563 besloten ze hun gevolg in een uniforme livrei te kleden: een eenvoudige broek en een doublet van grove grijze stof. Op hun mouwen borduurden de grands seigneurs een narrenkop, die voor een karikatuur werd gehouden van Granvelles rode kardinaalshoed. Zo stelden ze Granvelle symbolisch gelijk met een zot, terwijl ze misschien tegelijk hun gewijzigde positie tegenover de koning aan de kaak stelden: door hun advies niet ernstig te nemen, behandelde de vorst hen als narren. Tweeduizend mouwen met narrenkoppen waren al vervaardigd, toen Margaretha van Parma het motief verbood om Granvelle te beschermen. Daarop kozen de grands voor een pijlenbundel, symbool van de eendracht dat door keizer Karel V naar voren was geschoven.

## Nasleep
Het bondgenootschap tussen de hoge edelen kwam onder druk te staan door de Geuzenrevolte en in het bijzonder door de Beeldenstorm. In 1565 was Egmont vertrokken naar Filips II om aan te dringen op een ander beleid in de Nederlanden. Kort daarna brak de Beeldenstorm uit en werd het verzet tegen het koninklijk gezag in de Nederlanden groter. Als overtuigd katholiek keurde Egmont de Beeldenstorm ten zeerste af en hij zwoer andermaal trouw aan koning Filips. Op 3 oktober 1566 probeerden Oranje en zijn broer de twee anderen er in Dendermonde van te overtuigen landvoogdes Margaretha van Parma gewapenderhand af te zetten, maar hun voorstel van machtsgreep werd niet gevolgd. Ook een vervalste brief kon Egmont en Horne er niet van overtuigen dat hun leven in gevaar was. Ze meenden dat het met de repressie zou meevallen en hielden zich afzijdig. De verstandhouding tussen het vroegere driemanschap was helemaal zoek.
Filips II stuurde de hertog van Alva naar de Nederlanden om orde op zaken te stellen na de Beeldenstorm. Willem van Oranje ontvluchtte hierop Brussel; Egmont en Horne besloten niet te vluchten. Alva liet vrijwel direct na zijn aankomst Egmont en Horne onder een vals voorwendsel arresteren en voor de Raad van Beroerten slepen wegens hoogverraad. Hoewel Egmont tot het einde toe katholiek en koningsgetrouw bleef, werd hij samen met Horne terechtgesteld.
Oranje werd als Willem de Zwijger de spil van het verzet tegen de koning, maar het kwam tot een geloofs- en burgeroorlog die hij niet kon beheersen. De Franstalige gewesten schaarden zich min of meer achter de koning met de Unie van Atrecht, terwijl de Nederlandstalige Nederlanden zich verzamelden in de Unie van Utrecht. Het noorden daarvan zou de Spaanse herovering weerstaan en onafhankelijk worden als de Republiek der Verenigde Nederlanden.